# صقر بن راشد القاسمي
صقر بن راشد بن مطر القاسمي (توفي سنة 1803)، كان حاكم رأس الخيمة والشارقة من 1777 إلى 1803 كرئيس لاتحاد القاسمي البحري. تولى السلطة بعد تنازل والده الشيخ راشد بن مطر القاسمي الذي حكم لنحو 30 عاماً.
أرسله والده سنة 1763 على رأس حملة عسكرية على مدينة الرستاق العمانية كرد على العمانيين البوسعيديين.
تزوج صقر من ابنة الشيخ عبد الله المعين من قشم، وهو حليف رئيسي لوالده وشيخ قشم السابق، مما عزز التحالف بين المعين والقاسمي الذي عزز سلطة القاسمي في قشم ولنجة ومنحه سيطرة فعالة على نقطة الوصول إلى الخليج العربي.
ابنائه:
1. الشيخ سلطان بن صقر القاسمي
2. الشيخ محمد بن صقر  القاسمي
3. الشيخ مطر بن صقر القاسمي
4. الشيخ صالح بن صقر القاسمي

## وفاته
توفي سنة 1803 وخلفه أخوه عبد الله بن راشد القاسمي، وما هي إلا بضعة أشهر حتى اغتيل عبد الله بن راشد القاسمي ليخلفه ابن أخيه سلطان الأول بن صقر القاسمي في زعامة القواسم.

## الهوامش
1. 1 2  Lorimer، John (1915). Gazetteer of the Persian Gulf. British Government, Bombay. ص. 755.
2. ↑  al-Qāsimī، ibn Muḥammad (1986). The myth of Arab piracy in the Gulf. London: Croom Helm. ص. 26. ISBN:0709921063. OCLC:12583612.
3. ↑  القاسمي (2012). ص 84